# Astragalus aqrabatensis
Astragalus aqrabatensis är en ärtväxtart som beskrevs av Dieter Podlech. Astragalus aqrabatensis ingår i släktet vedlar, och familjen ärtväxter. Inga underarter finns listade i Catalogue of Life.